# Monika Soćko
Monika Soćko (z domu Bobrowska, ur. 24 marca 1978 w Warszawie) – polska szachistka, arcymistrzyni (WGM) od 1995 r., pierwsza Polka, która otrzymała w 2008 r. najwyższy w szachach tytuł arcymistrza (GM).

## Kariera szachowa

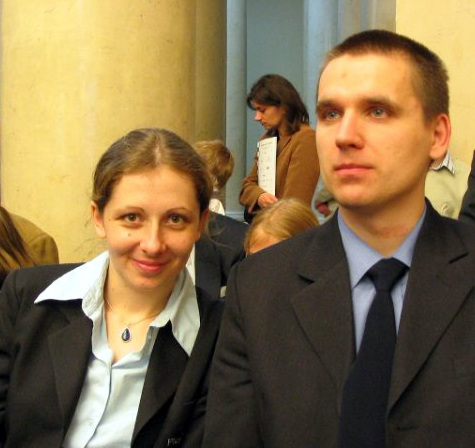
Wraz z mężem Bartoszem, 2004

Dzieciństwo spędziła w Rybniku. Grać w szachy zaczęła z ojcem mając około pięć lat. Pierwszy sukces odniosła w roku 1988, zdobywając w Timișoarze srebrny medal w mistrzostwach świata juniorek do lat 10. Rok później zajęła IV miejsce w grupie do lat 12 na mistrzostwach rozegranych w Portoryko, zaś w roku 1990 w Fond du Lac (USA) zdobyła drugi srebrny medal mistrzostw świata juniorek (do lat 12). W swojej kolekcji posiada również 3 medale mistrzostw Europy juniorek: złoty (zdobyty w roku 1996 w Rimavskiej Sobocie, do lat 18), srebrny (zdobyty w roku 1997 w Tallinnie, do lat 20) oraz brązowy (zdobyty w roku 1992 w Rimavskiej Sobocie, do lat 14).
W 1992 r. po raz pierwszy wystąpiła w finale mistrzostw Polski seniorek, zajmując IV miejsce. W kolejnych latach w finałowych turniejach wystąpiła wielokrotnie, zdobywając 14 medali: 6 złotych (1995, 2004, 2008, 2010, 2013, 2014), 5 srebrnych (1993, 1998, 2001, 2005, 2011) oraz 4 brązowe (1997, 1999, 2007,2024). Posiada również 9 złotych medali drużynowych mistrzostw Polski, które zdobyła w latach 2000–2006 (reprezentując klub Polonia Plus GSM Warszawa) oraz w latach 2010 i 2013 (w barwach klubu WASKO HetMaN Szopienice Katowice). Jest wielokrotną medalistką mistrzostw Polski w szachach błyskawicznych, m.in. ośmiokrotnie złotą (1998, 1999, 2000, 2001, 2003, 2012, 2013, 2014).
Wielokrotnie reprezentowała Polskę w rozgrywkach drużynowych, m.in.:
- trzynastokrotnie na olimpiadach szachowych (w latach 1994, 1996, 1998, 2000, 2002, 2004, 2008, 2010, 2012, 2014, 2016, 2018, 2022), trzykrotna medalistka: wspólnie z drużyną – srebrna (2016) i brązowa (2002) oraz indywidualnie – złota (2002 – na III szachownicy)[3],
- dwukrotnie na drużynowych mistrzostwach świata (w latach 2007, 2015)[4],
- siedmiokrotnie na drużynowych mistrzostwach Europy (w latach 2001, 2003, 2005, 2007, 2009, 2011, 2013); sześciokrotna medalistka: wspólnie z drużyną – złota (2005), dwukrotnie srebrna (2007, 2011) i brązowa (2013) oraz indywidualnie – złota (2005 – na II szachownicy) i srebrna (2005 – za wynik rankingowy)[5],
- na drużynowych mistrzostwach świata juniorów do 20 lat (w roku 1998); medalistka: wspólnie z drużyną – srebrna[6].

Wielokrotnie startowała w mistrzostwach świata (siedmiokrotnie: w latach 2001, 2004, 2006, 2008, 2010, 2012, 2015) oraz mistrzostwach Europy, w 2010 r. zdobywając w Rijece brązowy medal.
W latach 2004 i 2005 dwukrotnie zwyciężyła w turnieju Acropolis w Atenach. Jest pierwszą polską szachistką, która na swoim koncie posiada wypełnione trzy normy na męski tytuł arcymistrza: pierwszą zdobyła w roku 2005 w Cappelle-la-Grande, drugą – w Göteborgu (2005), a trzecią – w 2007 w Baku, wygrywając bardzo silnie obsadzony turniej (m.in. przed Antoanetą Stefanową, Pią Cramling, Kateriną Lahno i Wiktorią Čmilytė). Również w 2007 roku zdobyła, w drużynie Monte Carlo, tytuł klubowej mistrzyni Europy. W 2009 r. odniosła duży sukces, dzieląc I m. (wspólnie z Rayem Robsonem, Marijanem Petrowem i Emanuelem Bergiem) w Tromsø (w punktacji dodatkowej była najlepsza i otrzymała nagrodę za I miejsce). W 2012 r., podczas mistrzostw świata kobiet w Chanty-Mansyjsku, odniosła duży sukces, pokonując w II rundzie ówczesną mistrzynię świata, Hou Yifan z Chin. W 2014 r. zwyciężyła w kołowym turnieju w Erfurcie.
Najwyższy ranking w dotychczasowej karierze osiągnęła 1 kwietnia 2008 r.: z wynikiem 2505 punktów zajmowała wówczas 11. miejsce na światowej liście kobiet FIDE, zostając jednocześnie pierwszą polską szachistką, która przekroczyła granicę 2500 punktów.

## Życie prywatne
Mąż Moniki Soćko, Bartosz jest czołowym polskim arcymistrzem, medalistą mistrzostw Polski oraz olimpijczykiem. Mają troje dzieci.